# Skardu
Skardu (in urdu: سکردو); in balti: སྐར་མདོ་་) è una città del Pakistan, situata nella provincia del Gilgit-Baltistan.
Skardu si trova all'interno dell'omonima valle, larga 10 chilometri e lunga 40 chilometri, alla confluenza dei fiumi Indo e Shigar, ad un'altitudine di quasi 2 500 metri.
La città, in cui vivono circa 30 000 abitanti, è un'importante porta d'ingresso agli Ottomila della vicina catena montuosa del Karakoram, che il fiume Indo separa dall'Himalaya.

## Etimologia
Si ritiene che il toponimo Skardu derivi dalla parola in lingua balti che significa "terra bassa tra due luoghi alti". Questi luoghi alti si riferiscono alla città di Shigar e al lago di Sadpara, entrambi in alta quota.
La prima menzione di Skardu risale alla prima metà del XVI secolo, quando Mirza Haidar (1499-1551) descrisse un luogo chiamato Askardu nella sua opera Tarikh-i-Rashidi Baltistan come uno dei distretti della zona. La prima menzione di Skardu nella letteratura europea fu fatta dal francese François Bernier (1625-1688), che cita la città con il nome di Eskerdou. Dopo la sua menzione, Skardu fu rapidamente inserita nelle carte asiatiche prodotte in Europa, e fu menzionata per la prima volta come Eskerdow nella mappa Indiae orientalis nec non insularum adiacentium nova descriptio dell'incisore olandese Nicolaes Visscher II, pubblicata tra il 1680 e il 1700.

## Storia

### Antichità

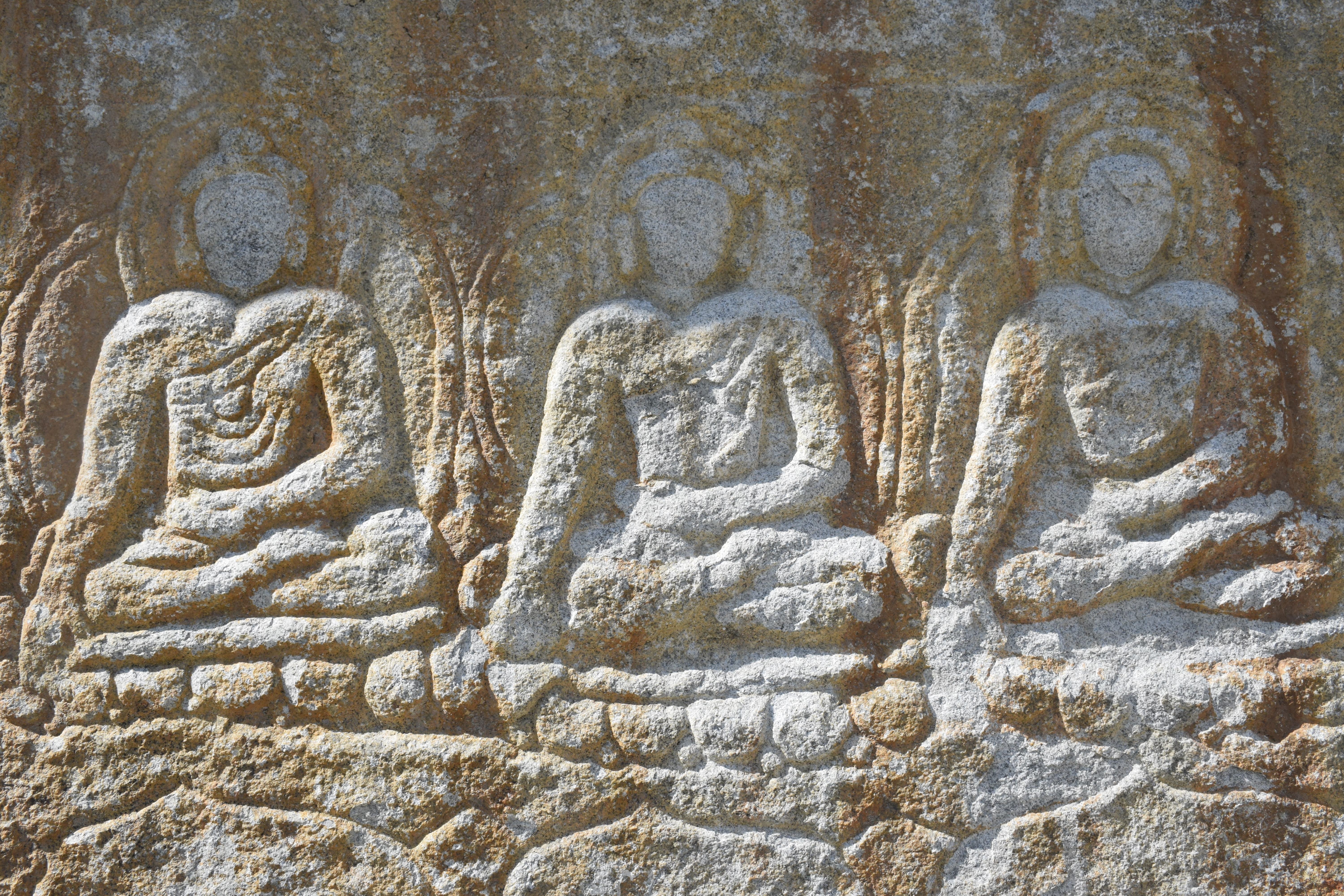
La Roccia di Manthal riporta incisioni rupestre risalenti alla dominazione buddista (VIII secolo d.C.).

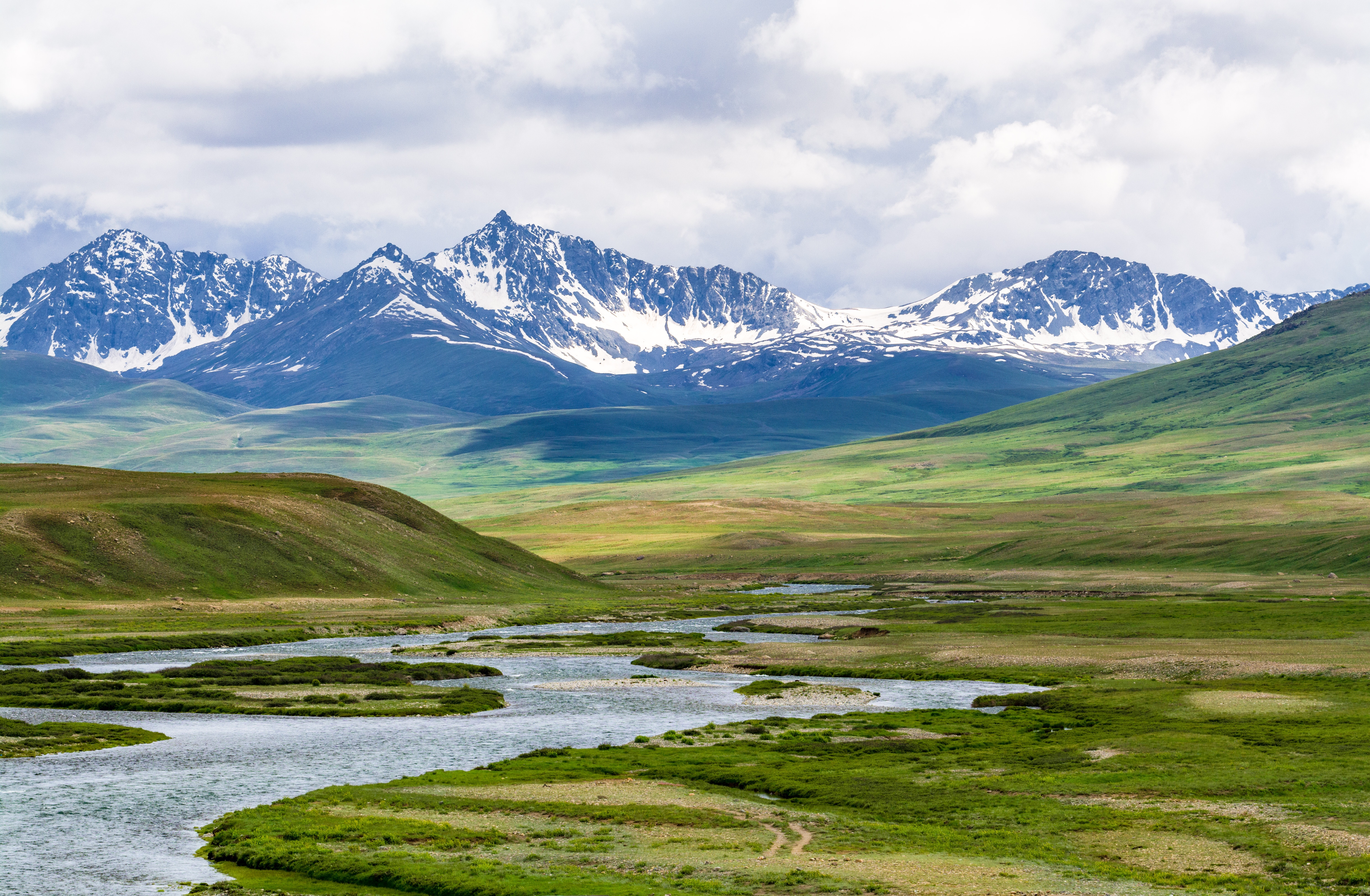
Con un'altitudine media di 4.114, le vicine pianure del Deosai formano la seconda pianura alpina più alta del mondo.

La regione di Skardu fece parte della sfera culturale del Tibet buddista fin dalla fondazione dell'Impero tibetano sotto Songsten Gampo a metà del VII secolo d.C.. Le scritture tantriche tibetane sono state trovate in tutto il Baltistan fino a circa il IX secolo. Data la vicinanza della regione all'Asia centrale, Skardu rimase in contatto con le tribù vicino a Kashgar, nell'attuale provincia più occidentale della Cina, lo Xinjiang.
A seguito della dissoluzione della sovranità tibetana sul Baltistan intorno al IX-X secolo d.C., il Baltistan passò sotto il controllo della locale dinastia Maqpon, una dinastia di origine turca, che secondo la tradizione locale si dice sia stata fondata dopo che un migrante dal Kashmir di nome Ibrahim Shah sposò una principessa locale.

## Periodo Maqpon

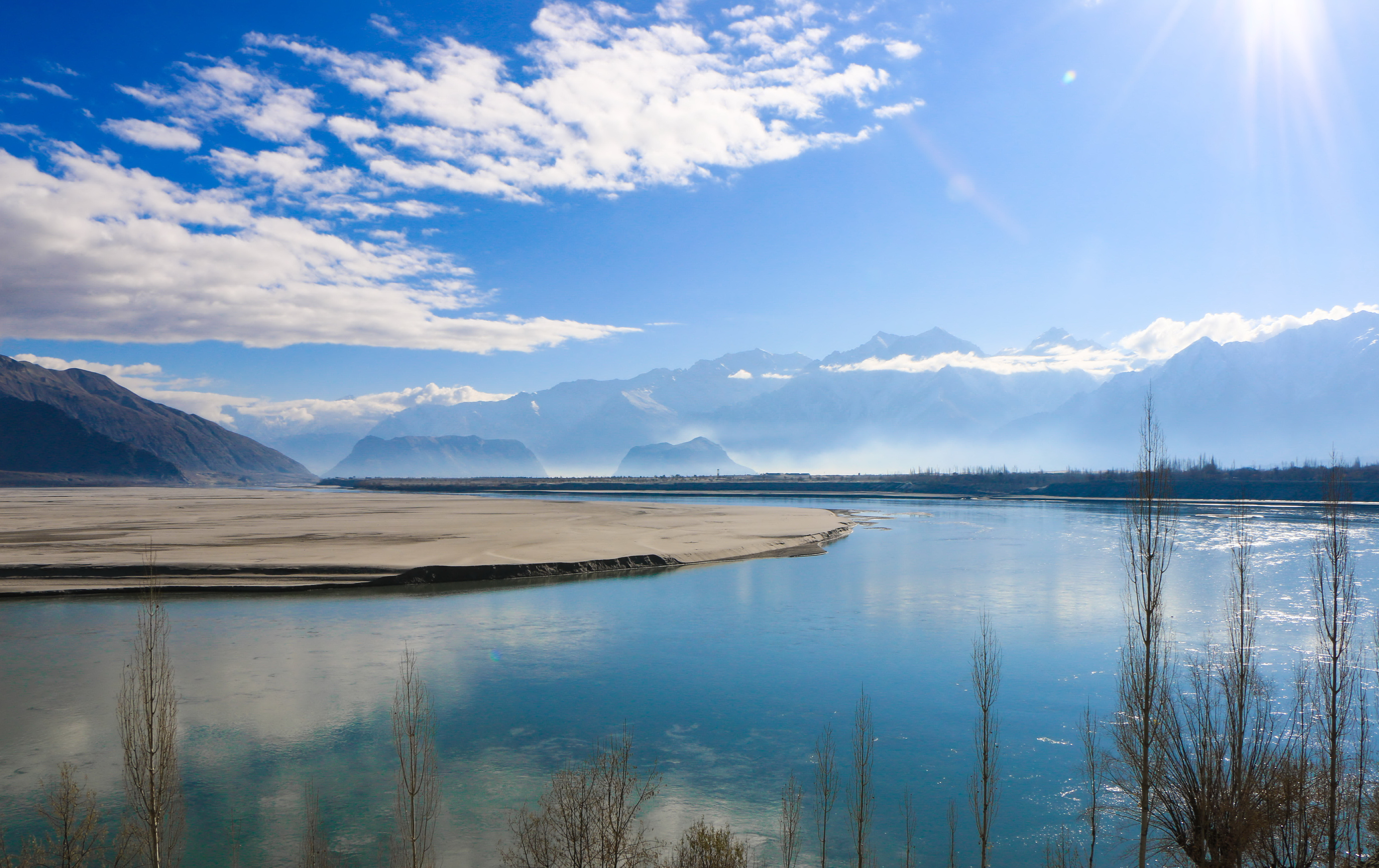
Skardu fu fondata intorno al 1500 lungo il fiume Indo, alla confluenza col fiume Shigar.

Intorno all'anno 1500, Maqpon Bokha fu incoronato sovrano e fondò la città di Skardu come sua capitale. Il forte di Skardu fu fondato in questo periodo. Durante il suo regno, il re Makpon Bokha fece arrivare gli artigiani dal Kashmir e da Chilas per aiutare a sviluppare l'economia della zona.
Mentre il vicino Gilgit cadde dall'orbita di influenza tibetana, la regione del Baltistan di Skardu rimase collegata grazie alla sua stretta vicinanza al Ladakh, la regione contro cui Skardu e il vicino Khaplu combattevano abitualmente.
I sikh credono tradizionalmente che il Guru Nanak, il fondatore del sikhismo, visitò Skardu durante il suo secondo viaggio udasi tra il 1510 e il 1515.

## Periodo Mughal
All'inizio del 1500, il sultano Said Khan del Khanato Yarkent timuride, con sede nell'attuale provincia cinese dello Xinjiang, fece irruzione a Skardu e Baltistan. Data la minaccia dimostrata dall'invasione del sultano Said, l'attenzione di Mughal fu stimolata, spingendo la conquista del Baltistan nel 1586 da parte dell'imperatore Mughal Akbar. I governanti locali di Maqpon si impegnarono ad essere fedeli e, da quel momento in poi, a partire da Ali Sher Khan Anchan, i re di Skardu furono menzionati come governanti del Piccolo Tibet nella storiografia dell'Impero Mughal.
Le forze Mughal, di nuovo sostenute nella regione durante il regno di Shah Jahan nel 1634-1636 sotto le forze di Zafar Khan, al fine di risolvere una disputa sul trono di Skardu tra Adam Khan e suo fratello maggiore Abdul Khan. Solo dopo questo punto, durante il dominio di Shah Jahan e Aurangzeb, la famiglia dominante di Skardu era saldamente sotto il controllo dei Mughal.control. La capacità della corona Mughal di finanziare spedizioni in territori di valore marginale, come il Baltistan, sottolinea la ricchezza delle casse dei Mughal.

## Dominio dei Dogra
Nel 1839, il comandante dei Dogra Zorawar Singh Kahluria sconfisse le forze dei Balti nelle battaglie al passo di Wanko e nella pianura di Thano Kun, liberando il suo cammino per l'invasione della valle di Skardu Si impadronì del forte di Skardu per conto del Regno di Dogra con sede a Jammu. Le forze di Singh massacrarono un gran numero di difensori della guarnigione, e torturarono pubblicamente Kahlon Rahim Khan di Chigtan davanti ad una folla di Baltis locali e dei loro capi.
Le forze di Dogra fallirono il tentativo del 1841 di conquistare il Tibet. Dopo la loro sconfitta, i Ladakhis si ribellarono contro il governo di Dogra. I Baltis sotto la guida di Raja Ahmed Shah si ribellarono presto anche contro i Dogras, e così il Maharaja Gulab Singh inviò il suo comandante Wazir Lakhpat per riconquistare Skardu. Le sue forze riuscirono a convincere una guardia a tradire la guarnigione lasciando aperto un cancello, permettendo così alle forze di Dogra di riconquistare il forte e massacrare i suoi difensori Balti. Il Raja dei Baltis fu costretto a pagare un tributo annuale al Dogra Maharaja a Jammu, mentre le provviste del forte erano previste dal Balti Raja.
Dopo la vittoria di Dogra, Muhammad Shah fu incoronato Raja di Skardu in cambio della sua fedeltà alla corona di Jammu durante la ribellione, e fu in grado di esercitare un certo potere sotto l'amministrazione di Dogra. I comandanti militari mantennero un vero potere di governo nell'area fino al 1851, quando Kedaru Thanedar fu insediato come amministratore civile del Baltistan. Durante questo periodo, Skardu e Kargil erano governati come un unico distretto. Il Ladakh venne successivamente unito al distretto, mentre Skardu divenne la capitale invernale del distretto, con Leh come capitale estiva, fino al 1947.
Sotto l'amministrazione di Mehta Mangal, tra il 1875 e il 1885, il Ranbirgarh di Skardu fu costruito come sede e residenza. A Skardu furono costruiti un cantone e in questo periodo furono costruiti vari altri edifici governativi. Anche i sikh del Punjab furono incoraggiati a migrare a Skardu per avviare imprese commerciali durante questo periodo. La popolazione sikh prosperò e continuò a crescere, stabilendosi infine anche nelle vicine Shigar e Khaplu.

## Guerra del Kashmir (1947-1948)

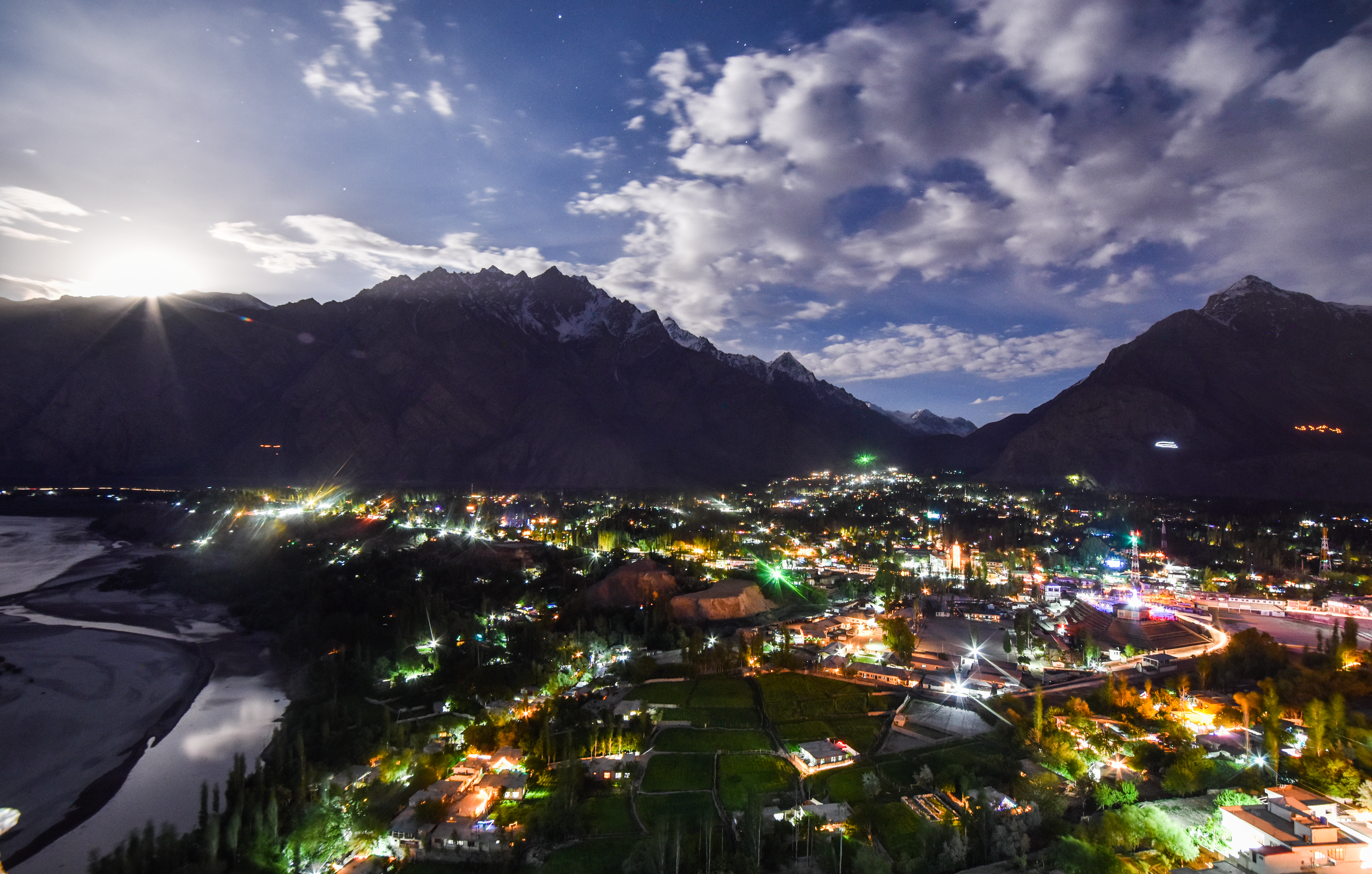
La moderna Skardu

Dopo la partizione dell'India britannica, il 22 ottobre 1947 il Pakistan lanciò un'invasione tribale del Kashmir da parte dei pashtun, che portò all'adesione del Maharaja Hari Singh all'India. Il maggiore Aslam Khan prese il comando dei Gilgit Scout, organizzò una forza di circa 600 uomini provenienti dai ribelli e dalle reclute locali e sferrò attacchi alle restanti parti dello Stato sotto il controllo indiano. Skardu era un obiettivo importante perché Aslam Khan riteneva che Gilgit potesse essere minacciato da lì. La guarnigione di Skardu fu difesa da un contingente della 6ª Fanteria di Jammu e Kashmir sotto il comando del colonnello Sher Jung Thapa. L'attacco iniziale fu respinto, ma la città cadde nelle mani dei ribelli. Dopo aver tenuto la guarnigione per 6 mesi e 3 giorni, Thapa e le sue forze si arresero il 14 agosto 1948, giorno dell'indipendenza del Pakistan.